# Stella's oorlog
Stella's oorlog is een Nederlandse film uit 2009 van Diederik van Rooijen. De film is gebaseerd op een scenario van Hugo Heinen, naar een verhaal van Diederik van Rooijen die het baseerde op het leven van zijn schoonmaakster, vertaald naar de belevenissen van Nederlandse militairen in Afghanistan. De film ging in première op 19 februari 2009, de Pathé-theaters wensten echter de film niet te vertonen waardoor hij in slechts drie zalen te zien was. De film wordt ook als Telefilm uitgebracht.

## Verhaal
Stella (Maartje Remmers) ziet haar broer Twan (Teun Kuilboer) en haar vriend Jur (Javier Guzman) als soldaat naar Afghanistan vertrekken. Tijdens een patrouille komt Stella's broer Twan om het leven, en als Jur terug naar Nederland mag, zit deze met een trauma dat hij eraan over heeft gehouden. Stella denkt dat Jur iets te verbergen heeft en gaat op onderzoek uit.

## Rolverdeling
- Maartje Remmers: Stella
- Anna Drijver: Sita
- Juda Goslinga: Gees
- Javier Guzman: Jur
- Micha Hulshof: Dani
- Teun Kuilboer: Twan
- Thijs Römer: Sander